# 田中羅密歐
田中羅密歐（田中ロミオ，1973年6月6日—），別名山田一，是遊戲劇本作家、自由小說家，主要創作成人遊戲劇本。
在美少女遊戲雜誌《PC Angel neo》（オデッセウス出版）連載小說。

## 和山田一的關係
從遊戲《CROSS†CHANNEL》的Messe Sanoh（メッセサンオー）特典說明文「業界內無人不知的超人氣作家（因為諸多事情而改名）所經手的作品」，以及未出道的無名狀態下，參與了4位業界代表性作家的《腐姬》對談等，使得各界對田中羅密歐的真實身分有著各種臆測。其中，神堂劾在2003年10月14日的日記中記載了暗示田中羅密歐和山田一為同一人物的文章，11月明載兩人為同一人，令田中羅密歐＝山田一的說法突增可信度。
山田一在D.O.的同事水無神知宏也暗示兩人是同一人，並在mixi否定了山田一是複數作家的共同筆名之傳言。雜誌《PC Angel》2006年6月號的訪談報導中，將田中羅密歐的作品和山田一經手的一起介紹。
在《CROSS†CHANNEL》重制版的访谈上，田中表示他最初的笔名山田一是公司要求，让他以这个名字在业界扬名立万，但是他對強硬推銷的作風很反感，所以后来离开公司时就不用了。

## 作風
常見的像是如在《CROSS†CHANNEL》與《夢見之藥》中，對與俗世或周圍的人保持距離而活的人，或不得已這麼做卻又笨拙地為他人著想的人，將其身影用喜劇或科幻的風格，時而冷嘲時而溫馨地描寫。

## 主要作品

### 一般遊戲
- 夏夢夜話 （KID、小鳥路線）
- I/O （Regista、企畫原案）
- PIZZICATO POLKA ～縁鎖現夜～ （KID、擔當追加劇本）
- Rewrite（Key、共筆）
- Rewrite Harvest festa!（Key、共笔）
- 少女們向荒野進發（Minatosoft）
- 星之终途（Key）

### 輕小說
- 人類衰退之後 （小學館Gagaga文庫、插畫：山﨑透）
- AURA ～魔龍院光牙最後的戰鬥～ （小學館Gagaga文庫、插畫：mebae）
- 灼熱的小早川同學 （小學館Gagaga文庫、插畫：西邑）

### 成人遊戲
- 加奈妹妹（企画原案）
- （企画原案）
- 家族计划（企画原案）
- （方案）
- （剧本监修）
- （劇本）
- （剧本监修）
- CROSS†CHANNEL（FlyingShine）
- 神樹の館 （Meteor）
- （原案、監修）
- 隣り妻 （CALIGULA、劇本監修）
- 最果てのイマ （Xuse）
- 夢見之藥 （ruf、企畫）
- 雪影-setsuei- （Silver Bullet、企畫原案）
- 鋼琴 ～紅樓館的奴隸們～（剧本监修）
- 御宅一直線 （銀時計）
- Chanter-キミの歌がとどいたら- （Terios、共筆）
- 彗星に願いを…（Sky-High feat.GIGA、企畫）

## 註腳、參考資料
1. ↑  . Moepedia.   [2024-05-31] （日语）.
2. ↑  原文：
3. ↑  https://web.archive.org/web/20030801082018/http://www.dengekionline.com/g-net/g-net_news/200306/12/gn20030612hime.htm
4. ↑  ごえモン. . 2014-06-27  [2014-09-09]. （原始内容存档于2014-09-11） （日语）.